# Lanxi Daolong
Lanxi Daolong (chinesisch 蘭溪道隆, Pinyin Lánxī Dàolóng, W.-G. Lan-hsi Tao-long; jap. 蘭渓道隆, Rankei Dōryū; * 1213 in Sichuan; † 1278) war ein chinesischer Chan-Meister und Kalligraph, der in der frühen Kamakura-Zeit in Japan aktiv war und dort wesentlich dazu beitrug, Zen als eigenständige Schule zu etablieren. Sein postumer Titel lautet Daikaku Zenji (大覺禅師), wovon sich der Name der von ihm begründeten Tradition Daikaku-ha (大覺派) ableitete, die bis zu ihrer Isolation im Kamakura der Muromachi-Zeit stark im Kriegerstand vertreten war.
Bedeutende, direkte Schüler Lanxis in Japan waren u. a. Nampo Jōmin (南浦紹明, auch Nampo Jōmyō; 1235–1308) und Yakuō Tokken (約翁徳儉; 1245–1320).
Von Lanxi hinterlassene Schriften sind das Zazenron (坐禅論; „Traktat über die Sitzmeditation“) und die Spruchsammlung Daikaku Zenji goroku (大覺禅師語録; „Analekten des Daikaku Zenji“).

## Leben
Lanxi war in China ein Zen-Priester, der in der Linji zong (chinesisch 臨濟宗, Pinyin Línjì zōng, W.-G. Lin-chi tsung, Vorläufer der japanischen Rinzai-shū) ordiniert war. Er war Dharma-Nachfolger von Wuming Huixing (chinesisch 無明慧性, Pinyin Wúmíng Huìxìng, W.-G. Wu-ming Hui-hsing; 1162–1237). Andere Meister von Lanxi waren Wuzhun Shifan (chinesisch 無準師範; 1177–1249) und Chijue Daochong (chinesisch 癡絶道冲; 1169–1250).
Lanxi traf 1246 auf Einladung von Hōjō Tokiyori in Hakata ein. Von Hōjō Tokiyori wurde er umgehend nach seinem Eintreffen in Kamakura zum Vorsteher des für ihn zu einem Zen-Tempel umfunktionierten Jōraku-ji berufen. Eine der ersten Amtshandlungen Lanxis war die Einrichtung einer eigenen Mönchshalle (僧堂, sōdō). Das dort praktizierte, reine Zen (bislang war Zen in Japan immer nur in Verbindung mit den Ritualen anderer Schulen praktiziert worden) erwies sich aber als zu erfolgreich, die Einrichtungen des Jōraku-ji erwiesen sich schnell als zu klein für die Masse der neuen Schüler.
Aus diesem Grund ließ Hōjō Tokiyori einen neuen Tempel für Lanxi bauen, der 1253 fertiggestellt wurde und komplett nach dem architektonischen Vorbild chinesischer Chan-Klöster konzipiert worden war: den Kenchō-ji (benannt nach der Ära Kenchō, 1249 bis 1256). Lanxi wurde als Gründungsvorsteher eingesetzt. Der bedeutendste Schüler Lanxis aus dieser Zeit war Nampo Jōmin. 1256 ordinierte Lanxi Hōjō Tokiyori. Durch die große Popularität des Tempels unter Lanxi (es fanden sich über 200 Mönche ein), erlangte er schnell großen Ruhm im Land und wurde im Jahr 1259 in die Hauptstadt Kyōto an den Kennin-ji berufen. Lanxis Nachfolger am Kenchō-ji wurde Wuan Puning (chinesisch 兀菴普寧, Pinyin Wùān Pǔníng, W.-G. Wu-an P'u-ning; jap. Gottan Funei; 1197–1276).
Am zuvor von Enni Ben’en (1201–1280) restaurierten Kennin-ji wirkte Lanxi als elfter Vorsteher bis 1261 und führte in dieser Zeit ebenfalls die Praxis reinen Zens am Tempel ein. Am Kaiserhof hielt er unterdessen auf Einladung des abgedankten Go-Saga-tennō, den er auch in der Meditation unterwies, Vorträge über Zen.
Bald nach seiner Zeit in Kyōto wirkte Lanxi wieder, als Nachfolger von Wuan Puning, als Vorsteher am Kenchō-ji. Nach dem Tod seines Gönners Hōjō Tokiyori wurde Lanxi jedoch Opfer von Verleumdungen; er wurde im Jahr 1265 beschuldigt, ein Spion Yuan-Chinas zu sein und musste daher in die Verbannung gehen. Kurze Zeit wurde ihm erlaubt, sich am Jufuku-ji aufzuhalten. Erst kurz vor seinem Tod wurde er begnadigt und konnte wieder sein Amt am Kenchō-ji einnehmen. Tokiyoris Sohn Hōjō Tokimune versuchte, ihm wieder zu altem Ruhm zu verhelfen und plante, Lanxi zu diesem Zweck einen eigenen Tempel zu bauen. Dies sollte der Engaku-ji werden, dessen Fertigstellung Lanxi allerdings nicht mehr erlebte.